# Beisijia (sockenhuvudort i Kina, Liaoning Sheng, lat 42,15, long 120,68)
Beisijia (kinesiska: 北四家, 北四家乡) är en sockenhuvudort i Kina. Den ligger i provinsen Liaoning, i den nordöstra delen av landet, omkring 230 kilometer väster om provinshuvudstaden Shenyang. Antalet invånare är 8 996. Befolkningen består av 4 366 kvinnor och 4 630 män. Barn under 15 år utgör 14,0 %, vuxna 15-64 år 74 %, och äldre över 65 år 10,0 %.
Runt Beisijia är det ganska tätbefolkat, med 116 invånare per kvadratkilometer. Närmaste större samhälle är Loujiadian, 9,8 km söder om Beisijia. Trakten runt Beisijia består i huvudsak av gräsmarker.
Genomsnittlig årsnederbörd är 691 millimeter. Den regnigaste månaden är juli, med i genomsnitt 161 mm nederbörd, och den torraste är januari, med 2 mm nederbörd.